# Васильково (Окуловский район)
Васильково — деревня в Окуловском районе Новгородской области, относится к Берёзовикскому сельскому поселению.

## Географическое положение
Деревня расположена на Валдайской возвышенности, на пересечении трассы Крестцы—Окуловка—Боровичи и ж/д Санкт-Петербург—Москва, в 3,5 км к востоку от центра сельского поселения — села Берёзовик, в 2,5 к западу от города Окуловка, в 4,5 км к северо-западу от ж/д станции Окуловка.

## Население
В 2002 — 16.
| 2010 | 2012 |
| ---- | ---- |
| 9    | →9   |

## История
В конце XIX — начале XX вв. Васильково — в Заозерской волости Крестецкого уезда с центром в деревне Заозерье.
В 1908 в деревне Васильково было 10 дворов и 13 домов с населением 63 человека.